# 莱迪·索利斯
莱迪·索利斯（西班牙語：Leydi Solís，1990年2月17日—），哥伦比亚女子举重运动员。她曾代表哥伦比亚参加2008年和2016年夏季奥林匹克运动会举重比赛，其中2008年奥运会获得一枚银牌。